# Drumline (Ensemble)
Als Drumline (engl.: Trommellinie) wird ein musikalisches Ensemble aus Schlagzeugern bezeichnet, welches oft Teil einer Marching Band ist. In der Regel treten in einer Drumline Snare Drums, Tenor Drums, Bass Drums und Becken auf. 
Drumlines finden sich hauptsächlich in Nordamerika, wo militärische Musik eine lange Tradition hat. Hier sind sie verstärkt Bestandteil von High Schools und Colleges sowie Musikkorps (drum corps).
Bisher sind Drumlines in Europa nur Randerscheinungen, die lediglich kurzzeitig der Öffentlichkeit bekannt wurden, so zuletzt beispielsweise bei der Tournee des Sängers Peter Fox im Album Stadtaffe oder dem Film „Drumline“.